# Faaborg-Midtfyn
Faaborg-Midtfyn (plaatselijke voorkeurspelling) of Fåborg-Midtfyn is een gemeente in de Deense regio Zuid-Denemarken (Syddanmark) en telt 51.556 inwoners (2020).
Bij de herindeling van 2007 werden de volgende gemeenten bij Faaborg-Midtfyn gevoegd: Årslev, Broby, Faaborg, Ringe en Ryslinge.

## Plaatsen in de gemeente
- Espe
- Gislev
- Millinge
- Diernæs
- Svanninge
- Faaborg
- Bøjden
- Faldsled
- Horne
- Håstrup
- Vejle
- Vester Hæsinge
- Korinth
- Ringe
- Vantinge
- Ryslinge
- Nørre Broby
- Brobyværk
- Heden
- Søllinge
- Dyreborg
- Nørre Lyndelse
- Årslev
- Nørre Søby
- Vester Åby
- Kværndrup
- Ferritslev
- Rolsted
- Tarup
- Herringe
- Åstrup

## Parochies in de gemeente
- Allested
- Årslev
- Åstrup
- Avernakø
- Brahetrolleborg
- Diernæs
- Espe
- Faaborg
- Gestelev
- Gislev
- Håstrup
- Heden
- Hellerup
- Herringe
- Hillerslev
- Horne
- Krarup
- Kværndrup
- Lyø
- Nørre Broby
- Nørre Lyndelse
- Nørre Søby
- Øster Hæsinge
- Ringe
- Rolfsted
- Ryslinge
- Sandholts Lyndelse
- Søllinge
- Sønder Broby
- Sønder Højrup
- Sønder Nærå
- Svanninge
- Vantinge
- Vejle
- Vester Åby
- Vester Hæsinge

Aabenraa · Ærø · Assens · Billund · Esbjerg · Faaborg-Midtfyn · Fanø · Fredericia · Haderslev · Kerteminde · Kolding · Langeland · Middelfart · Nordfyn · Nyborg · Odense · Sønderborg · Svendborg · Tønder · Varde · Vejen · Vejle
- International Standard Name Identifier: 0000 0004 0378 9799
- MusicBrainz: c50a7681-dad3-4422-bcec-af3fbebbd33d